# Marta Mascarello
Marta Mascarello (Bra, 15 ottobre 1998) è una calciatrice italiana, centrocampista del Milan e della nazionale italiana.
Con le Azzurrine della formazione Under-17 ha conquistato il terzo posto nel Campionato europeo di categoria 2014 ed il terzo posto nel Mondiale della Costa Rica
Ha inoltre giocato a pallapugno nelle giovanili del Monticellese e conquistato, con la rappresentativa italiana di sport sferistici, la medaglia di bronzo alla settima edizione del Campionato mondiale di sport sferistici svoltasi nel Paesi Bassi nel 2012.

## Biografia
Marta nasce a Bra il 15 ottobre 1998. Figlia di Nadia e Luca Mascarello, allenatore della Cheraschese (Cherasco) che ha un passato nel calcio dilettantistico e nella pallapugno, con cui vinse un campionato di Serie B con la Monticellese, fin dalla tenera età inizia a condividere la passione sportiva di famiglia, interessandosi anch'essa al calcio e alla pallapugno.

## Carriera

### Giovanili
Nel 2005 si tessera con l'Albese, iniziando a giocare con i maschietti della "Primi Calci". Le sue attitudini indicano per lei il ruolo di centrocampista, ruolo che mantenne anche quando, crescendo, passa alle squadre miste dei Pulcini, Esordienti ed infine Giovanissimi. Nel giugno 2011 viene convocata anche nella Rappresentativa Regionale Lombardia.

### Pallapugno
Dal 2007 gioca anche a pallapugno, nella stessa società dove giocò il padre, seguendo la trafile delle giovanili e ricoprendo nel tempo nei Pulcini il ruolo di terzino (2007-08), passando centrale nel 2009 e nuovamente terzino tra gli Esordienti nel 2010. Marta proseguirà fino al 2011 quando decide di abbandonare l'attività.

### Sport sferistici
Viene inoltre convocata nella selezione nazionale di sport sferistici, con la quale, ad agosto 2012, partecipa nella categoria pallamano frisone al Campionato mondiale di sport sferistici 2012 svolti nei Paesi Bassi e conquistando la medaglia di bronzo con la maglia azzurra.

### Club
Nell'estate 2012 si accorda con la neopromossa Alba femminile che si accinge a disputare il campionato di 2012-2013 di Serie A2, allora secondo livello del campionato italiano femminile di calcio. Con le biancazzurre disputa anche la stagione successiva, che data la ristrutturazione dei campionati, dalla Serie A2 viene rinominata in Serie B. Mascarello rimane fino al termine della stagione 2014-2015 quando la società decide di non iscriversi al campionato entrante lasciando svincolate le proprie atlete.
Durante il calciomercato estivo 2015 Mascarello sottoscrive un accordo con il Cuneo, che nell'ambito di un rafforzamento del proprio organico è intenzionata a puntare alla promozione al termine della stagione 2015-2016.
Nell'estate 2019 si è trasferita alla Fiorentina, rimanendo in Serie A e partecipando anche alla Women's Champions League.
Il 25 luglio 2022 si trasferisce in prestito al Milan.
Nella sessione estiva di calciomercato 2023 viene annunciato il riscatto di Mascarello da parte del club rossonero.

### Nazionale
Nell'estate 2012 viene convocata ad uno stage della nazionale italiana Under-15, quindi, l'anno successivo, a quello della Under-17 tenutosi a Soragna dove il commissario tecnico Enrico Sbardella la selezionò per indossare la maglia delle Azzurrine nel Campionato europeo 2014.
La sua partita d'esordio avviene il 2 luglio 2013, quando al 41' rileva Flaminia Simonetti partita titolare nel match contro la Nazionale pari età della Repubblica di Macedonia nell'ambito delle qualificazioni al Campionato europeo, Gruppo 9, partita vinta dall'Italia per 6 a 0 a Kavarna, Bulgaria.
Nel 2015 Enrico Sbardella la convoca per vestire la maglia dell'Under-19 per impiegarla durante la fase élite delle qualificazioni all'edizione 2016 del campionato europeo di categoria.
Nel 2020 viene convocata dalla CT Milena Bertolini per l'Algarve Cup (trofeo dove la nazionale femminile mancava dal 2008), esordendo il 4 marzo nel primo match contro le padrone di casa del Portogallo al 72' minuto rilevando il posto di Martina Rosucci e disputa da titolare la semifinale contro la Nuova Zelanda.

## Statistiche

### Presenze e reti nei club
Statistiche aggiornate al 25 aprile 2025.
| Stagione          | Squadra           | Campionato        | Campionato | Campionato | Coppe nazionali | Coppe nazionali | Coppe nazionali | Coppe continentali | Coppe continentali | Coppe continentali | Altre coppe | Altre coppe | Altre coppe | Totale | Totale |
| Stagione          | Squadra           | Comp              | Pres       | Reti       | Comp            | Pres            | Reti            | Comp               | Pres               | Reti               | Comp        | Pres        | Reti        | Pres   | Reti   |
| ----------------- | ----------------- | ----------------- | ---------- | ---------- | --------------- | --------------- | --------------- | ------------------ | ------------------ | ------------------ | ----------- | ----------- | ----------- | ------ | ------ |
| 2012-2013         | Alba              | A2                | ?          | ?          | CI              | ?               | ?               | -                  | -                  | -                  | -           | -           | -           | ?      | ?      |
| 2013-2014         | Alba              | B                 | ?          | ?          | CI              | ?               | ?               | -                  | -                  | -                  | -           | -           | -           | ?      | ?      |
| 2014-2015         | Alba              | B                 | ?          | ?          | CI              | ?               | ?               |                    | -                  | -                  |             | -           | -           | ?      | ?      |
| Totale Alba       | Totale Alba       | Totale Alba       | 59         | 25         |                 | ?               | ?               |                    | -                  | -                  |             | -           | -           | 59+    | 25+    |
| 2015-2016         | Cuneo             | B                 | 21         | 13         | CI              | 2+              | 3               |                    | -                  | -                  |             | -           | -           | 23+    | 16     |
| 2016-2017         | Cuneo             | A                 | 18         | 2          | CI              | 0               | 0               |                    | -                  | -                  |             | -           | -           | 18     | 2      |
| Totale Cuneo      | Totale Cuneo      | Totale Cuneo      | 39         | 15         |                 | 2+              | 3               |                    | -                  | -                  |             | -           | -           | 41+    | 18     |
| 2017-2018         | Tavagnacco        | A                 | 18+1       | 3          | CI              | 5               | 4               |                    | -                  | -                  |             | -           | -           | 24     | 7      |
| 2018-2019         | Tavagnacco        | A                 | 20         | 1          | CI              | 2               | 1               |                    | -                  | -                  |             | -           | -           | 22     | 2      |
| Totale Tavagnacco | Totale Tavagnacco | Totale Tavagnacco | 39         | 4          |                 | 7               | 5               |                    | -                  | -                  |             | -           | -           | 46     | 9      |
| 2019-2020         | Fiorentina        | A                 | 8          | 0          | CI              | 2               | 1               | UWCL               | 0                  | 0                  | SI          | 0           | 0           | 10     | 1      |
| 2020-2021         | Fiorentina        | A                 | 9          | 3          | CI              | 1               | 0               | UWCL               | 2                  | 0                  | SI          | -           | -           | 12     | 3      |
| 2021-2022         | Fiorentina        | A                 | 16         | 1          | CI              | 3               | 0               | -                  | -                  | -                  | -           | -           | -           | 19     | 1      |
| Totale Fiorentina | Totale Fiorentina | Totale Fiorentina | 33         | 4          |                 | 6               | 1               |                    | 2                  | 0                  |             | 0           | 0           | 38     | 5      |
| 2022-2023         | Milan             | A                 | 16         | 0          | CI              | 2               | 0               |                    | -                  | -                  |             | -           | -           | 18     | 0      |
| 2023-2024         | Milan             | A                 | 20         | 2          | CI              | 4               | 0               |                    | -                  | -                  |             | -           | -           | 24     | 2      |
| 2024-2025         | Milan             | A                 | 24         | 0          | CI              | 3               | 0               | -                  | -                  | -                  | -           | -           | -           | 27     | 0      |
| Totale Milan      | Totale Milan      | Totale Milan      | 60         | 2          |                 | 9               | 0               |                    | -                  | -                  |             | -           | -           | 69     | 2      |
| Totale carriera   | Totale carriera   | Totale carriera   | 230        | 50         |                 | 24+             | 9               |                    | 2                  | 0                  |             | 0           | 0           | 256+   | 59+    |

### Presenze e reti in nazionale
| Cronologia completa delle presenze e delle reti in nazionale ― Italia | Cronologia completa delle presenze e delle reti in nazionale ― Italia | Cronologia completa delle presenze e delle reti in nazionale ― Italia | Cronologia completa delle presenze e delle reti in nazionale ― Italia | Cronologia completa delle presenze e delle reti in nazionale ― Italia | Cronologia completa delle presenze e delle reti in nazionale ― Italia | Cronologia completa delle presenze e delle reti in nazionale ― Italia | Cronologia completa delle presenze e delle reti in nazionale ― Italia |
| Data                                                                  | Città                                                                 | In casa                                                               | Risultato                                                             | Ospiti                                                                | Competizione                                                          | Reti                                                                  | Note                                                                  |
| --------------------------------------------------------------------- | --------------------------------------------------------------------- | --------------------------------------------------------------------- | --------------------------------------------------------------------- | --------------------------------------------------------------------- | --------------------------------------------------------------------- | --------------------------------------------------------------------- | --------------------------------------------------------------------- |
| 04-03-2020                                                            | Faro                                                                  | Portogallo                                                            | 1 – 2                                                                 | Italia                                                                | Algarve Cup 2020 - Prima fase                                         | -                                                                     | 72’                                                                   |
| 07-03-2020                                                            | Parchal                                                               | Nuova Zelanda                                                         | 0 – 3                                                                 | Italia                                                                | Algarve Cup 2020 - Seconda fase                                       | -                                                                     | 86’                                                                   |
| 22-09-2020                                                            | Zenica                                                                | Bosnia ed Erzegovina                                                  | 0 – 5                                                                 | Italia                                                                | Qual. Euro 2022                                                       | -                                                                     | 77’                                                                   |
| 27-10-2020                                                            | Empoli                                                                | Italia                                                                | 1 – 3                                                                 | Danimarca                                                             | Qual. Euro 2022                                                       | -                                                                     | 89’                                                                   |
| Totale                                                                |                                                                       | Presenze                                                              | 4                                                                     |                                                                       | Reti                                                                  | 0                                                                     |                                                                       |